# Новотерське
Новотерське (рос. Новотерское) — село у Наурському районі Чечні Російської Федерації.
Населення становить 3764 особи. Входить до складу муніципального утворення Новотерське сільське поселення.

## Історія
Згідно із законом від 14 липня 2008 року органом місцевого самоврядування є Новотерське сільське поселення.

## Населення
| 1990 | 2002  | 2010  |
| ---- | ----- | ----- |
| 3210 | ↘2651 | ↗3764 |